# William de Rham
Pour les articles homonymes, voir De Rham.
Pour l’article ayant un titre homophone, voir William Derham.
William de Rham (né le 22 août 1922) est un cavalier suisse de saut d'obstacles.

## Carrière
William de Rham vient d'une famille de gérants dans l'immobilier et amatrice d'équitation. William de Rham est le petit-fils du fondateur de l'entreprise qui porte le nom de la famille qu'il dirigera de 1960 à 1990.
William de Rham participe à sa première compétition à 16 ans et gagne la dernière à l'âge de 71 ans.
Il participe aux Jeux olympiques d'été de 1956 à Stockholm. Il obtient la 19e place de l'épreuve individuelle et la 9e place de l'épreuve par équipe. Il est présent aussi à dix Coupes des nations.
Il fonde le centre équestre de la Garance à Ecublens.